# 濁澤之戰
濁澤之戰，是前369年韓國、趙國聯軍攻打魏國的一場戰爭。起源於魏國公子魏罃和魏緩兄弟爭立為君，韓懿侯與趙成侯發起聯軍，支持魏緩，討伐魏罃；後來韓、趙內訌，聯軍解散。魏罃殺了魏緩並登基，是為魏文惠王。

## 簡介
前371年，魏武侯在尚未指定魏國繼承人的情況下逝世，國內發生混亂，兒子魏罃和魏緩互相爭立。
當年七月，魏緩逃亡到達邯鄲，請求趙成侯出兵為他回國爭位。前369年，魏國大夫公孫頎亦從宋國經由趙國進入韓國會見韓懿侯遊說他，魏罃雖有王錯相助，挾據上黨，只得半個魏國而已，若能趁魏國內亂之際，聯合趙國，定能除掉魏罃及打敗魏國，實在機不可失。
韓懿侯聽了很高興，就跟趙成侯合兵一起進攻魏國。趙成侯與韓懿侯親率兩國軍隊，聯兵大舉討伐魏國。聯軍在黃河以北集結，進攻魏國城邑葵（今河南焦作西北），一舉攻克，士氣大振，再揮兵西進向魏國都城安邑（今山西夏縣西北）進發。魏罃坐鎮安邑，連忙派出魏軍在濁澤（今山西运城）迎戰。韓趙聯軍勢大敗魏軍於濁澤，進而包圍安邑。
此時，韓懿侯和趙成侯發生了分歧，趙成侯主張除去魏罃，改立魏緩，並要求魏緩割讓土地給兩國，這樣趙、韓都得益。韓懿侯認為這樣會被其他諸侯視為貪婪、暴虐，不符合外交政策。韓懿侯反而主張取得土地之後，要讓魏罃、魏緩「同時並立」，分成「兩個魏國」，使魏國成為宋國、衛國那樣的弱國，則韓趙兩國日後再無魏國之患。
韓懿侯和趙成侯大吵一架，固執己見，韓懿侯不悅，遂乘夜率領韓國軍隊離去。趙成侯見趙軍勢孤，不能再戰，也領軍撤走。聯軍不戰自破，安邑之圍即解。魏罃殺死魏緩，自立為君。